# گچ‌سو پایین
گچ‌سو پایین، روستایی از توابع بخش مرکزی شهرستان کلاله در استان گلستان ایران است.  این روستا همچنین با نام گچی‌سو پایین نیز شناخته می‌شود.

## جمعیت
این روستا در دهستان تمران قرار دارد و براساس سرشماری مرکز آمار ایران در سال ۱۳۸۵، جمعیت آن ۲۲۸ نفر (۶۱خانوار) بوده‌است.